# Derecho inmobiliario
El Derecho inmobiliario es la rama del Derecho de bienes, de contenido especial, que regula todo lo relacionado con los bienes inmuebles. Esta regulación especial, se caracteriza por el hecho de que los actos y contratos, que tienen por objeto dichos bienes, son solemnes. Además, los bienes inmuebles están sujetos a un sistema registral.

## Objeto
El Derecho inmobiliario tiene como objeto de estudio los diversos aspectos legales que competen a los bienes que la legislación civil considera como inmuebles. Dichos aspectos abarcan el nacimiento, adquisición, modificación, transmisión y extinción de los derechos de propiedad y sus desmembraciones y gravámenes sobre este tipo de bienes.

## Contenido
El Derecho inmobiliario tiene como marco legal lo establecido tanto en la Constitución como en el Código Civil y Legislación Complementaria promulgados por el Estado. Dentro de esta Legislación se encuentra, entre otras temáticas legales, el conjunto de normas y principios que regulan las relaciones jurídicas que existen entre los sujetos y los bienes inmuebles. 

## Bienes inmuebles
A los exclusivos efectos catastrales, tiene la consideración de bien inmueble la parcela o porción de suelo de una misma naturaleza, enclavada en un término municipal y cerrada por una línea poligonal que delimita, a tales efectos, el ámbito espacial del derecho de propiedad de un propietario o de varios pro indiviso y, en su caso, las construcciones emplazadas en dicho ámbito, cualquiera que sea su dueño, y con independencia de otros derechos que recaigan sobre el inmueble. Los bienes inmuebles se clasifican catastralmente en: urbanos, rústicos y de características especiales.

### Bienes inmuebles urbanos y rústicos
El carácter urbano o rústico de un inmueble dependerá, única y exclusivamente, de la naturaleza de su suelo. 
Se entiende por suelo de naturaleza urbana el clasificado por el planeamiento urbanístico como urbano; los terrenos que tengan la consideración de urbanizables según el planeamiento y estén incluidos en sectores, así como el resto del suelo clasificado como urbanizable a partir del momento de aprobación del instrumento urbanístico que lo desarrolle. 
Se exceptúa de la consideración de suelo de naturaleza urbana el que integre los bienes inmuebles de características especiales.
Se entiende por suelo de naturaleza rústica aquel que no sea de naturaleza urbana conforme a lo señalado anteriormente, ni que esté integrado en un bien inmueble de características especiales.

### Bienes inmuebles especiales
Los bienes inmuebles de características especiales constituyen un conjunto complejo de uso especializado, integrado por suelo, edificios, instalaciones y obras de urbanización y mejora que, por su carácter unitario y por estar ligado de forma definitiva para su funcionamiento, se configura a efectos catastrales como un único bien inmueble.
Se consideran bienes inmuebles de características especiales los destinados a la producción de energía eléctrica y gas y al refino de petróleo, y las centrales nucleares; las presas, saltos de agua y embalses, incluido su lecho o vaso (excepto las destinadas exclusivamente al riego); las autopistas, carreteras y túneles de peaje; y por último, los aeropuertos y puertos comerciales.

## Derechos reales
Son las relaciones jurídicas inmediatas entre una persona y una cosa. Los derechos reales sobre los bienes inmuebles, básicamente se dividen en: derecho de propiedad y derechos reales limitativos del dominio. 

### Derecho de propiedad
La propiedad es el derecho de gozar y disponer de una cosa, sin más limitaciones que las establecidas en las leyes. El propietario tiene acción contra el tenedor y el poseedor de la cosa para reivindicarla.

#### Accesión
La propiedad da derecho por accesión, a todo lo que los bienes producen, o se les une o incorpora, de manera natural o artificialmente. Pertenecen al propietario los frutos naturales, industriales y civiles.

#### Copropiedad
Hay comunidad cuando la propiedad de una cosa o de un derecho pertenece pro indiviso a varias personas. A falta de contratos, o de disposiciones especiales, la comunidad se regirá por las prescripciones de la Ley.

#### Modos de adquirir
La propiedad se adquiere por la ocupación. La propiedad y los demás derechos sobre los bienes se adquieren y transmiten por la ley, por donación, por sucesión (testada e intestada), y por consecuencia de ciertos contratos mediante la tradición. Pueden también adquirirse por medio de la prescripción.

### Derechos limitativos del dominio
Son derechos reales que limitan o restringen las potestades que confiere el derecho de dominio a su titular, y se subdividen en: derechos reales de goce, de garantía y de adquisición.

#### Derechos de goce
- La posesión natural, es la tenencia de una cosa o el disfrute de un derecho por una persona, la posesión civil es esa misma tenencia o disfrute unidos a la intención de haber la cosa o derecho como suyos.
- El usufructo, da derecho a disfrutar los bienes ajenos con la obligación de conservar su forma y sustancia, a no ser que el título de su constitución o la ley autoricen otra cosa.
- El uso, da derecho a percibir de los frutos de la cosa ajena los que basten a las necesidades del usuario y de su familia, aunque ésta se aumente.
- La habitación, da a quien tiene este derecho la facultad de ocupar en una casa ajena las piezas necesarias para sí y para las personas de su familia.
- La servidumbre, es un gravamen impuesto sobre un inmueble en beneficio de otro perteneciente a distinto dueño. El inmueble a cuyo favor está constituida se llama predio dominante; el que la sufre, predio sirviente.
- El censo, se constituye cuando se sujeta un bien inmueble al pago de un canon o rédito anual en retribución de un capital que se recibe en dinero, o del dominio pleno o menos pleno que se transmite del mismo bien.
- La superficie, atribuye a su titular el derecho a construir o plantar sobre suelo ajeno, pudiendo disfrutar de la construcción o plantación por un tiempo, a cambio del pago de una renta.

#### Derechos de garantía
- La prenda, da derecho al acreedor para retener la cosa en su poder o en el de una tercera persona a quien hubiese sido entregada, hasta que se le pague el crédito.
- La hipoteca, sujeta directa e inmediatamente los bienes sobre la que se impone, cualquiera que sea su poseedor, al cumplimiento de la obligación para cuya seguridad fue constituida.
- La anticresis, da al acreedor el derecho de percibir los frutos de un inmueble de su deudor, con la obligación de aplicarlos al pago de los intereses, si se debieren, y después al del capital de su crédito.

#### Derechos de adquisición
- El Tanteo, es la capacidad que tiene una persona de exigir a otra, con relación a la compraventa de un bien en concreto, que se lo venda a él por el precio que ya tenía pactado con un tercero.
- El Retracto, es un derecho de adquisición preferente por el que su titular tiene la facultad de adquirir un bien cuando se cumple un concreto supuesto de hecho o cuando las partes así lo hayan acordado.
- La Opción de compra, concede a su titular el derecho a determinar, dentro de un plazo preestablecido, el momento en que comprará el bien objeto de la opción, en el precio y condiciones previamente convenidos.